# Klara Andersson
Klara Andersson, (født 15. marts 1997) er en svensk volleyballspiller, der spiller for Sveriges volleyballlandshold og det svenske hold Hylte/Halmstad VBK (siden 2020). 
Tidligere har hun spillet for Engelholms VS (2016/17-2019/20), RIG Falköping (2013/14-2015/16) og Tuve VK (hendes moderklub). Hun spiller sammen med søstern Vilma Andersson i seniorlandsholdet.